# Nanticoke River
Nanticoke River est un affluent de la baie de Chesapeake sur la péninsule de Delmarva. La rivière prend sa source dans le sud du comté de Kent dans l'État du Delaware, coule à travers le comté de Sussex et forme la frontière entre les comtés de Dorchester et de Wicomico dans le  Maryland. La marée remonte le cours inférieur qui se jette dans la baie de Chesapeake. La rivière fait 103,5 km de long.

## Source
- (en) Cet article est partiellement ou en totalité issu de l’article de Wikipédia en anglais intitulé « Nanticoke River » (voir la liste des auteurs).